# Thomas DeSimone
Thomas Anthony "Two-Gun Tommy" DeSimone (n. 24 mai 1950 – d. 14 ianuarie 1979) a fost un gangster italiano-american asociat al familiei mafiote Lucchese în New York. Cunoscut și ca "Tommy D", a fost nepotul șefului mafiot din Los Angeles Frank DeSimone. A fost căsătorit cu Angelica "Cookie" Spione, dar a avut și multe amante printre care Theresa Ferrara.
DeSimone a fost asasinat ca o răzbunare pentru uciderea lui Billy Batts și Foxy Jerothe, prieteni apropiați ai lui John Gotti.
1. 1 2  Thomas DeSimone, Find a Grave, accesat în 9 octombrie 2017